# 61 العذراء d
61 العذراء d هو كوكب خارج المجموعة الشمسية مقترح يدور حول نجم من نجوم النسق الأساسي النوع-G من القدر الظاهري الخامس تسميتة الدليلة في نظام تسمية فلامستيد 61 العذراء. يقع الكوكب على مسافة تقدر بنحو 27.9 سنة ضوئية من الشمس في اتجاه كوكبة العذراء بناء على بيانات القمر الصناعي هيباركوس لتزيح النجم 61 العذراء البالغ 116.89 ثانية قوسية.
كتلة 61 العذراء d الدنيا تقدر بنحو 22.9 كتلة أرضية ومدار الكوكب قريب نسبياً من النجم المضيف (0.476 وحدة فلكية) تقريباً نصف المسافة الفاصلة بين الأرض والشمس في مدار ينحرف 0.35 درجة. ومن المرجح أن يكون هذا الكوكب عملاق غازي مشابة لكوكب أورانوس وكوكب نبتون.

## الاكتشاف
اكتشف الكوكب في 14 ديسمبر 2009 من قبل ستيفن S. فوغت وأخرون باستخدام طريقة قياس السرعة الشعاعية للنجم المضيف اجريت القياسات في مرصد كيك والمرصد الفلكي الأسترالي. حتى عام 2012 لم يتم تأكيد وجود الكوكب من قبل قياسات أخرى مثل قياسات جهاز الباحث الكوكبي بالسرعة الشعاعية عالية الدقة (HARPS).

مخطط لمدرات نظام نجم 61 العذراء.